# Liste des distinctions de Super Junior-D&E
Pour un article plus général, voir Super Junior-D&E.
Cet article est la liste des récompenses et des nominations de Super Junior-D&E.
Super Junior-Donghae & Eunhyuk (coréen : 슈퍼주니어-동해&은혁, aussi connu Super Junior-D&E ou D&E) est la cinquième sous-unité officielle du boys band sud-coréen Super Junior. Elle a été créée sous SM Entertainment en 2011 et est composée de deux membres, Dong-hae et Eunhyuk. Le 9 mars 2015, le sous-groupe sort son premier mini-album coréen nommé The Beat Goes On.

## Récompenses
| Année                 | Award             | Nomination       | Résultat | Ref.  |
| --------------------- | ----------------- | ---------------- | -------- | ----- |
| Asia Model Awards     |                   |                  |          |       |
| 2015                  | Popularity Award  | Super Junior-D&E | Lauréat  |       |
| Japan Gold Disc Award |                   |                  |          |       |
| 2016                  | Album of the Year | Present          | Lauréat  | [ 2 ] |
| 2016                  | Best 3 Album      | Present          | Lauréat  | [ 3 ] |

## Programmes de classements musicaux

### Music Bank
| Année | Date    | Chanson         |
| ----- | ------- | --------------- |
| 2015  | 20 mars | "Growing Pains" |

### The Show
| Année | Date     | Chanson  |
| ----- | -------- | -------- |
| 2019  | 23 avril | "Danger" |